# Cinnamomum cuspidatum
Cinnamomum cuspidatum är en lagerväxtart som beskrevs av Friedrich Anton Wilhelm Miquel. Cinnamomum cuspidatum ingår i släktet Cinnamomum och familjen lagerväxter. Inga underarter finns listade i Catalogue of Life.